# 岸野文雄
岸野 文雄 （きしの ふみお、1942年4月 - ）は、日本の経済学者。創価大学名誉教授。専門は経済原論、金融政策。

## 来歴
東京都生まれ。1961年東京都立竹早高等学校、1967年東洋大学経済学部卒業。1969年明治大学大学院政治経済学研究科修士課程修了。1973年駒澤大学大学院経済学研究科博士課程満期退学。1981年創価大学専任講師、1984年同助教授を経て、1991年同教授に就任。2013年同大学退職、名誉教授。
著書に「日本の金融システムと金融構造」「経済学概論」「金融論：現代金融の理論と構造」など。

## 受賞
- 1986年 東洋哲学文化賞（東洋哲学研究所）
- 1999年 創価大学栄誉賞